# Hans-Joachim Esser
Pour les articles homonymes, voir Esser.
Hans-Joachim Esser (né en 1960) est un botaniste allemand qui développe ses activités scientifiques et curatoriales sur les plantes vasculaires à la Botanische Staatssammlung de Munich.
Il a travaillé sur la flore tropicale du sud-est asiatique. Il est spécialiste des Euphorbiaceae et en particulier de la tribu des Hippomaneae. Deux plantes portent l'épithète spécifique esseri en son honneur : Aechmea esseri ; Incadendron esseri. 